# 디스 이즈 어스
《디스 이즈 어스》(영어: This Is Us)는 2016년부터 2022년까지 방영된 미국의 가족 드라마이다.